# Roombeek

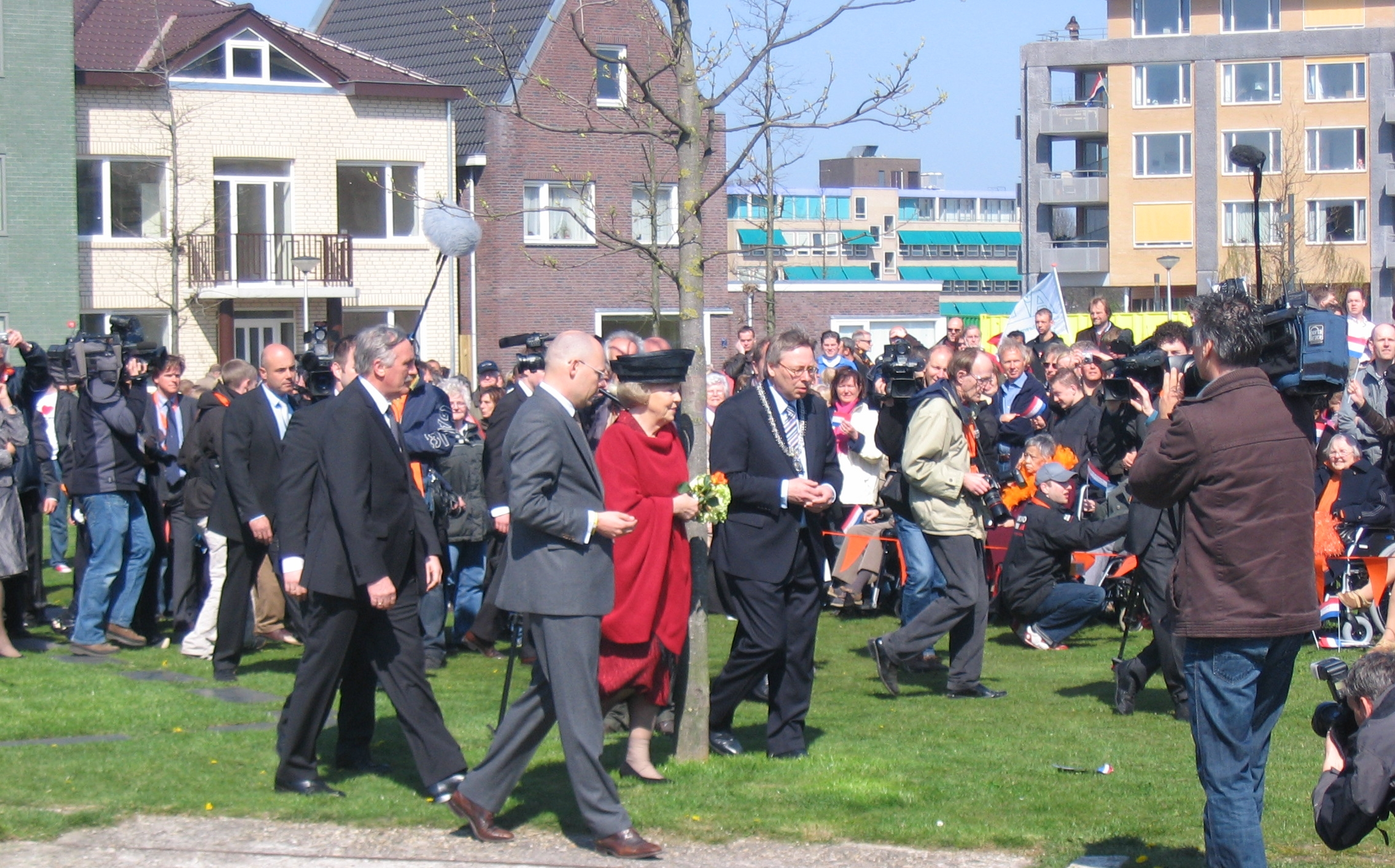
Koningin Beatrix in het hernieuwde Roombeek, 22 april 2008

Roombeek is een wijk in Enschede. De wijk is vooral bekend geworden van de vuurwerkramp in 2000. Daarbij vielen 23 doden en ca. 950 gewonden. Veel woningen werden verwoest of zwaar beschadigd.
Reeds voor die ramp waren er al plannen voor een grootscheepse vernieuwing van de wijk. De vele oude fabriekscomplexen maken/maakten een vervallen indruk. Een aantal wordt nu gerenoveerd en geschikt gemaakt voor wonen, werken en cultuur. Andere delen zijn al gesloopt. In november 2007 werd de gemeente Enschede winnaar van de Gouden Piramide met de wederopbouw van Roombeek.
Koningin Beatrix opende in april 2008 het cultuurcentrum Het Rozendaal. Daarmee werd de afronding van de herbouw van de wijk gevierd.
Bij de wederopbouw heeft de watergang de Roombeek, die van oost naar west door de wijk stroomt, een belangrijke plaats gekregen.

## Ontstaan
Roombeek ontstond eind 19e eeuw als stadsdeel vol met textielindustrie na de opening van de spoorlijn Enschede – Oldenzaal in 1890. In de buurt van de fabrieken werden arbeiderswoningen gebouwd. Later vestigden zich er ook andere bedrijven zoals Grolsch. Op zijn hoogtepunt was Enschede na Manchester de tweede textielstad van de wereld. Eind jaren 1960 verdween de textielindustrie uit Enschede, vooral naar lageloonlanden. Veel fabrieken kwamen leeg te staan of kregen een andere functie (bijvoorbeeld voor kunstenaars), terwijl nieuwe bedrijven zich in de wijk vestigden en de arbeiderswoningen bewoond bleven.

## Wederopbouw
Doordat de bevolking van Enschede na de vuurwerkramp veel vertrouwen in de gemeente was kwijtgeraakt, werd besloten om de herbouw van de wijk grotendeels over te laten aan het Projectbureau Wederopbouw Roombeek. Daarnaast werd ook het Informatie- en Adviescentrum opgericht om de bevolking op te vangen en informatie te geven. Stichting Stadsherstel zorgde voor het herstel van de rest van de stad (bijvoorbeeld voor in de wijk geparkeerde auto's die niet van bewoners waren).
Als verantwoordelijke stedenbouwkundige supervisor werd Pi de Bruijn aangetrokken. Hij werd verkozen boven anderen vanwege zijn Twentse achtergrond en zijn ruime ervaring met andere grote stedenbouwkundige projecten.
Uniek voor Nederland werd besloten om de wijk grotendeels door particulieren te laten realiseren. Vanaf de Tweede Wereldoorlog zijn praktisch alle grote projecten in Nederland gebouwd door grote bouwbedrijven en niet meer door particulieren. De Bruijn wilde dit project-denken doorbreken en ruimte bieden voor particulier opdrachtgeverschap.

### Participatie
Om de wijk terug te laten keren op een manier waar de meeste bewoners mee zouden kunnen leven werd het participatieproject gestart. Medewerkers van het projectbureau gingen bij gezinnen langs, eventueel vergezeld door een tolk, om alle bewoners te kunnen spreken en hun eisen en wensen op papier te kunnen zetten.
Dit resulteerde in de volgende doelstellingen:
- een wijk om in terug te keren
- een levendige wijk
- een vertrouwde wijk
- een veilige wijk
- een wijk met geschiedenis
- een wijk met toekomstwaarde
- een wijk zonder grenzen
- de wijk in eigen hand

### De drie assen van Roombeek
In het nieuwe plan voor Roombeek dat na 2000 werd geschreven, is uitgegaan van het originele stratenplan (een vertrouwde wijk). De nadruk kwam te liggen op drie assen: de Roomweg van oost naar west, de Lonnekerspoorlaan van zuid naar noord en de Museumlaan. Langs deze assen is hoge beeldregie toegepast, dat wil zeggen dat nieuwe bebouwing getoetst moet worden door de stedenbouwkundig supervisor Pi de Bruijn.
De drie assen komen tezamen bij de "Knoop van Roombeek", waar de zorgcluster het Eekenhof en voorzieningencluster Prismare geplaatst zijn. Op de knoop ligt ook het plein naar Het Roozendaal en de Museumfabriek.

### Openbare ruimte in Roombeek
De wijk moest een levendig karakter krijgen. Buro Sant en Co landschapsarchitectuur werd geselecteerd om een ontwerp voor de openbare ruimte te maken. De openbare ruimte is opgevat als een aantal lijnen met ieder een eigen karakter: een monumentale museumlaan, een scherpe Lonnekerspoorlaan, en een waterrijke Roomweg. In het centrum verknopen al deze lijnen tot de zogenoemde Knoop, het werkelijke hart van Roombeek.
Roombeek, de beek, naamgever van de wijk, heeft een opmerkelijk gestileerd beeld: kaarsrecht, onverwacht breed met een flinterdun watervlies en een bijzonder stenenpatroon. Door het microreliëf op de beekbodem ontstaat een kunstmatige vertraging waardoor meer water in de beek aanwezig is en het water continu te zien en te horen is. Het scherfvormige stapstenenpatroon is een verwijzing naar de natuur en naar de vuurwerkramp zelf.
De Gemeente Enschede, met name Marina Eenschoten, is verantwoordelijk voor het ontwerp van de drie "bleken" (van zuid naar noord):
- de Lasonderbleek, met als thema herdenken; hier is voor gekozen omdat op deze plek SE Fireworks gevestigd was en dus de oorsprong van de Vuurwerkramp.
- de Stroinksbleek, met als thema cultuur; deze bleek bevat een waterpartij waar concerten gegeven kunnen worden en het cultuurcluster.
- de Lonnekerbleek, met als thema ontspanning; deze bleek zal een park worden.

## Architectuur in Roombeek
Roombeek moest een wijk worden met aansprekende en bijzondere architectuur. Ontwerpen van onder andere de volgende architecten zijn er te vinden:
- EVE Architecten, Nijverdal
- Bjarne Mastenbroek, SeARCH, Amsterdam: Het Rozendaal
- Claus en Kaan, Amsterdam: Eekenhof
- Olaf en Peter Hübner, plus+ bauplanung Gmbh, Neckartenzlingen (D): Prismare
- Molenaar & van Winden, Delft
- Jan Benthem, Amsterdam
- Peter Wilson, Münster (D)
- Rein van Wylick, Eindhoven
- Cino Zucchi, Milaan
- Harry Abels, Enschede
- Erick van Egeraat
- Branimir Medić en Pero Puljiz, de Architekten Cie., Amsterdam: Stadshaard
- Michiel de Wit en Hein Jan Geerdink, Project.DWG, Enschede

## Openbaar vervoer
Roombeek ligt op loopafstand van station Enschede. Daarnaast is de wijk ook per bus bereikbaar met:
- Lijn 2: Helmerhoek - Deppenbroek
- Lijn 60: Station Enschede - Oldenzaal
- Lijn 61: Station Enschede - Overdinkel
- Lijn 62: Station Enschede - Denekamp

## Galerij

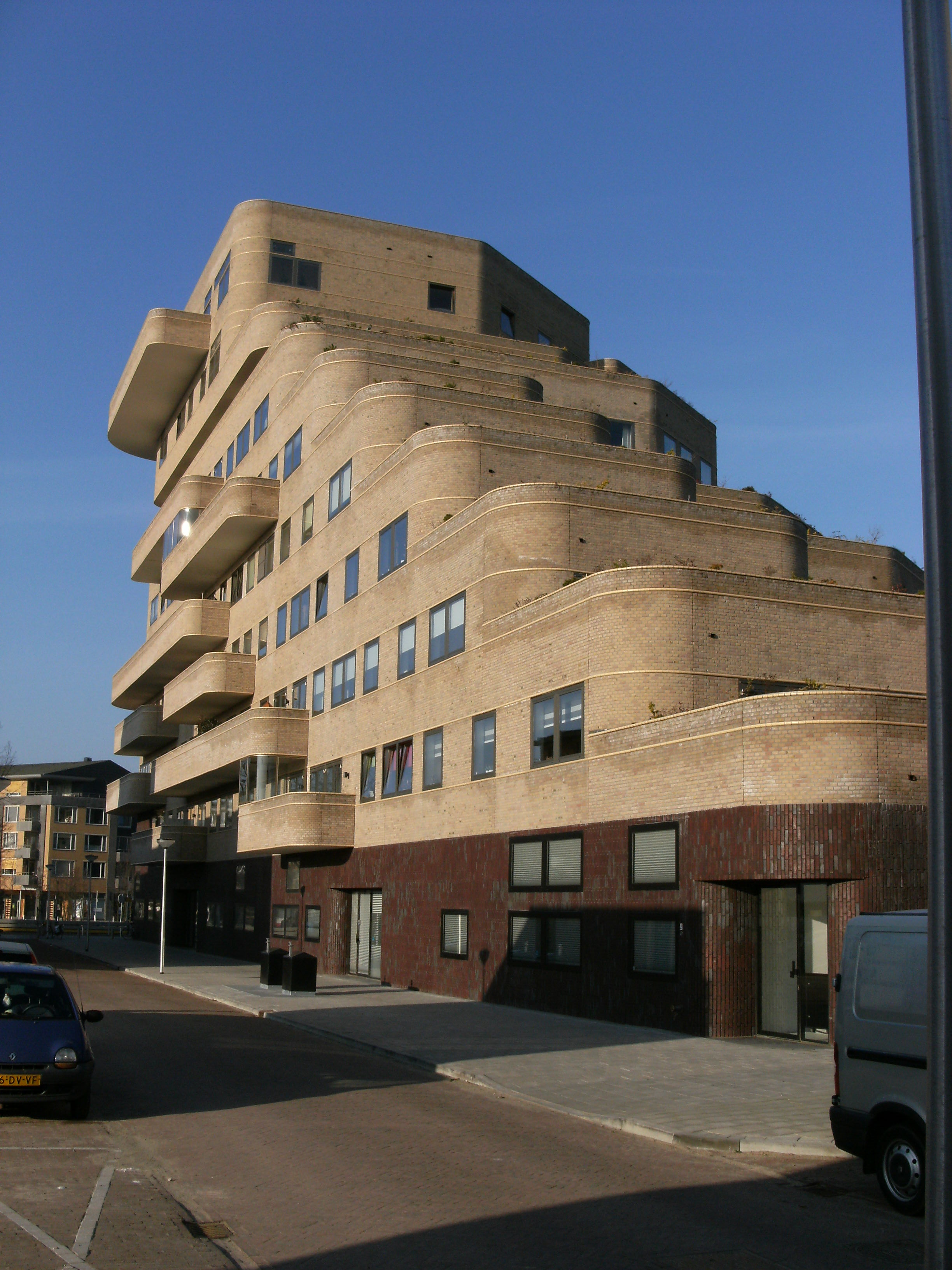
De Eekenhof; nieuwe architectuur in Roombeek
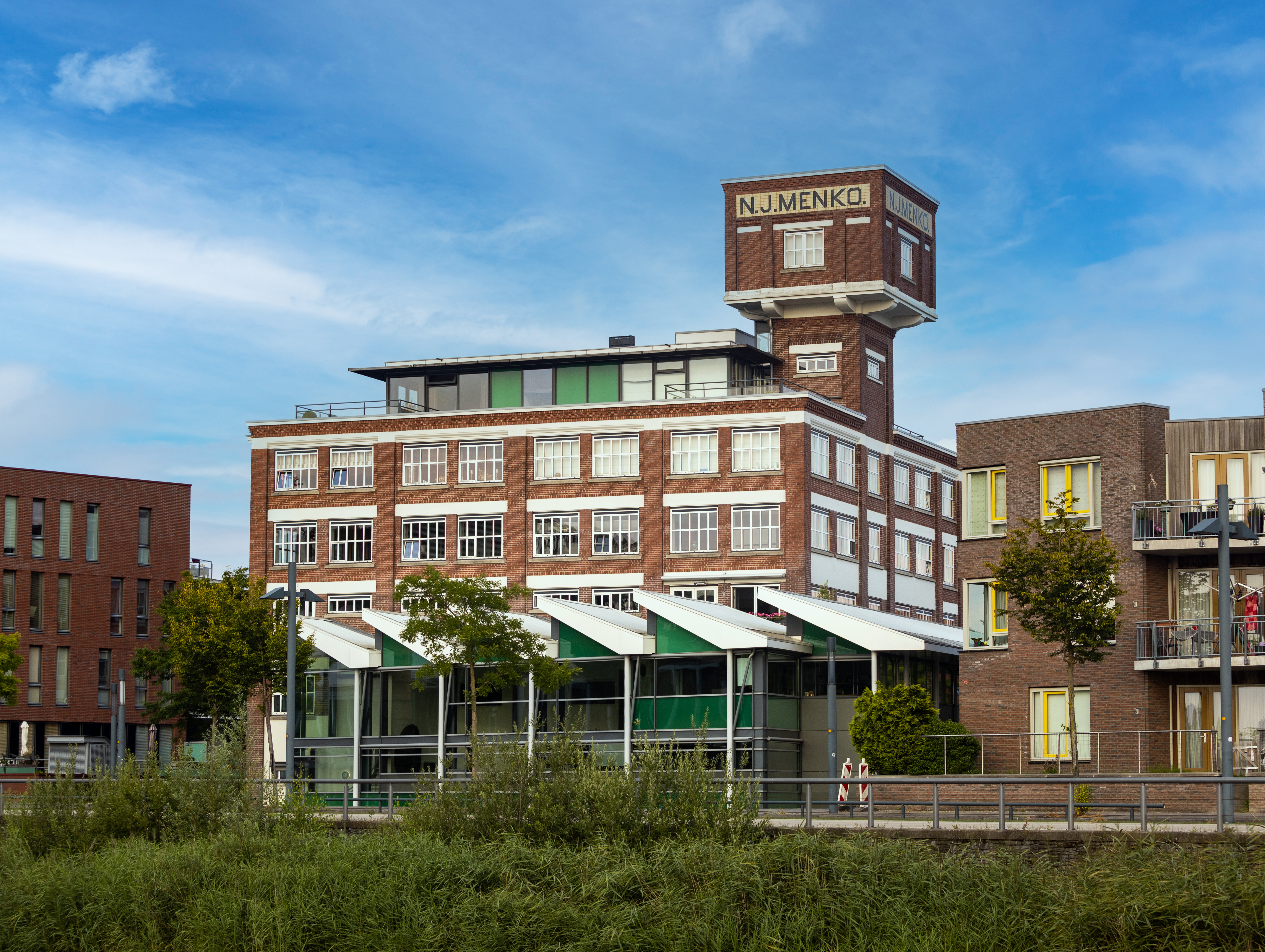
Voormalig pakhuis en watertoren van Menko, thans woningen
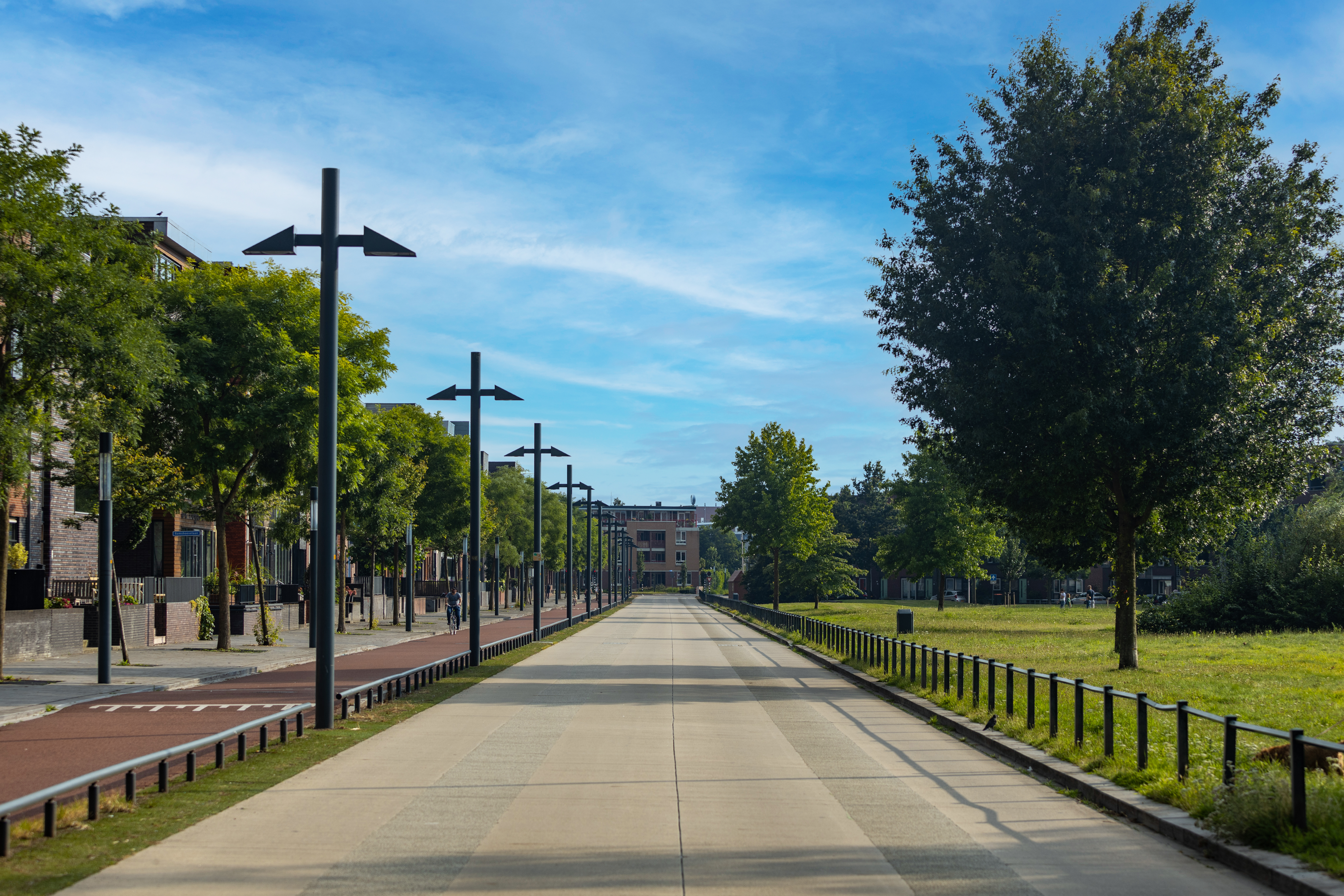
Lonnekerspoorlaan, hier liep vroeger de Spoorlijn Boekelo - Oldenzaal EO
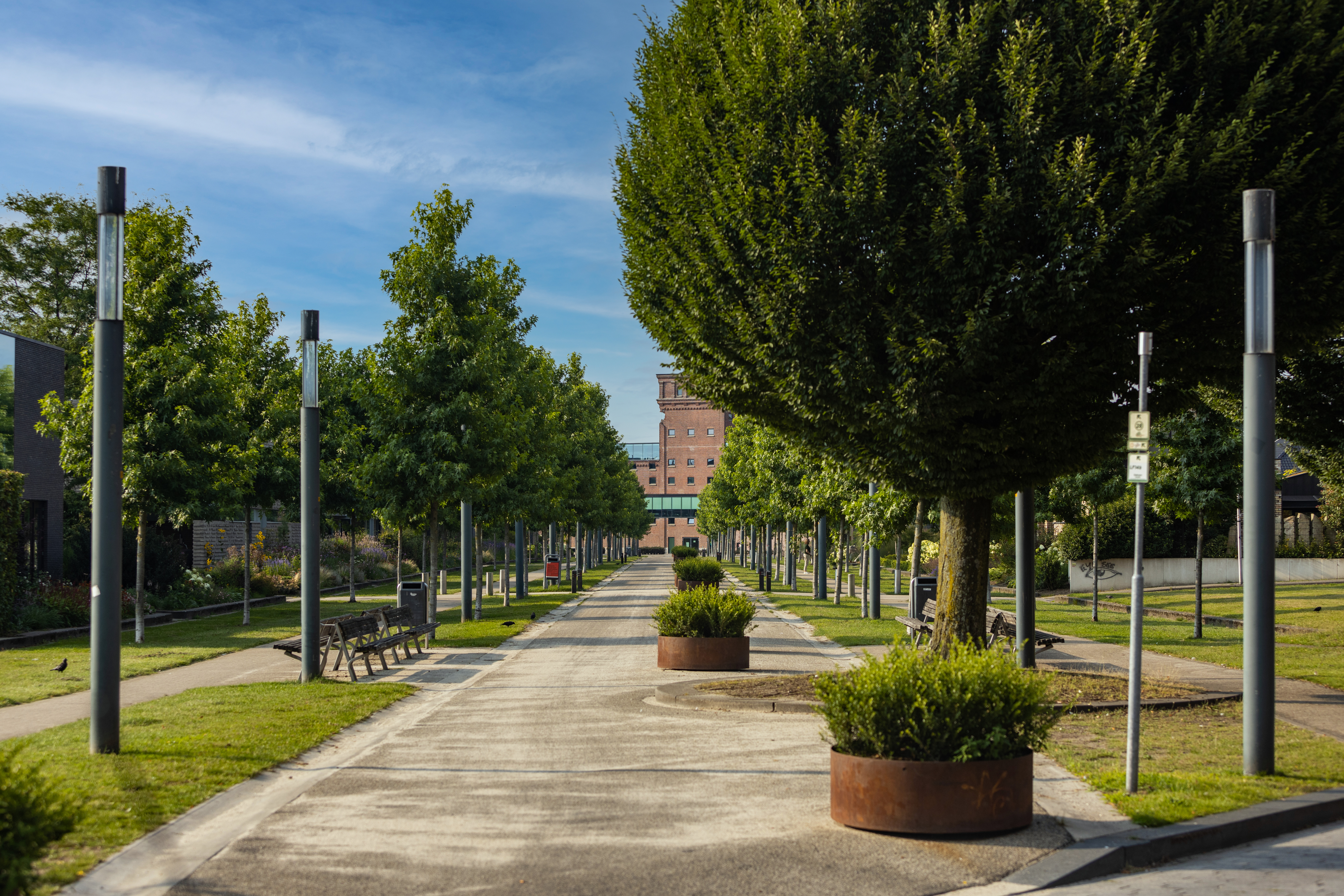
De Museumlaan
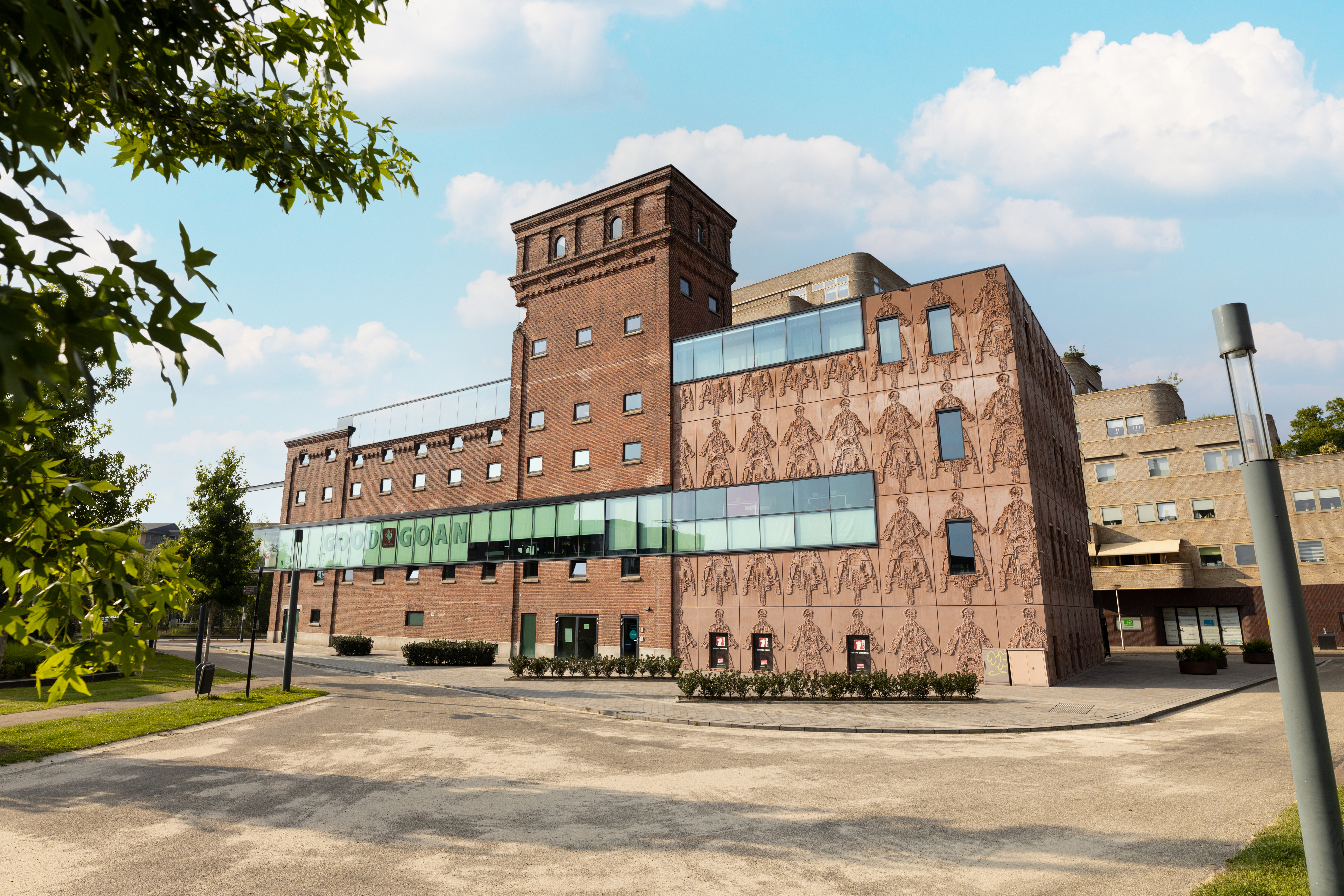
Het Balengebouw